# Замак Мими
Замак Мими (рум. Castel Mimi) је винарија и споменик архитектуре из села Булбоака (Новоаненски рејон), Република Молдавија, подигнут крајем 19. века.

## Историја
Изградња винарије, коју је наручио бесарабијски државник, а касније дипломата и винар Константин Мими на земљишту своје породице, завршена је 1900/1901 (према другим информацијама већ 1893) Њен архитектонски дизајн инспирисан је француским моделима и приказује облике класичности и историјског. То је зато што је Мими, посвећени узгајивач винове лозе и винар и оснивач једне од најпознатијих винарија у Бесарабији, студирала витикултуру и производњу вина у Монпељеу. Верује се да је ова винарија први аутентични замак у Бесарабији. Пошто је изграђена од армираног бетона (новина у то време) са два спрата, сматрана је модерном зградом, не само у округу Бендер већ и у целом гувернеру. Подрум је имао капацитет да складишти око 300.000 литара вина у бурадима.
Очекује се да ће замак Мими бити домаћин другог самита Европске политичке заједнице 1. јуна 2023.

## Туристички комплекс Castel Mimi
Реновирањем туристичког комплекса Castel Mimi завршени су и: музеј, уметничка галерија за младе уметнике, конференцијска сала, һотел, бања, ресторан, неки атељеи народне уметности и кулинарства, као и као и неколико сала за забаву: у дворцу су четири велике сале за 100 до 120 гостију, две кушаонице вина и шест соба у подруму.